# Night of Light
Night of Light  (cu sensul de Noapte de lumină) este un roman științifico-fantastic al scriitorului american Philip José Farmer. O versiune mai scurtă a fost publicată în numărul din iunie 1957 al revistei The Magazine of Fantasy & Science Fiction. Versiunea extinsă a fost publicată pentru prima dată în 1966 de Berkley Medallion cu drepturi de autor rezervate autorului. A fost retipărit recent de Subterranean Press în colecția The Other in the Mirror. A fost citată ca o influență asupra piesei de rock psihedelic a lui Jimi Hendrix „ Purple Haze” (1967).

## Rezumat
O dată la șapte ani, o lume aflată pe orbita unei stele binare este scăldată într-o strălucire bizară care rearanjează realitatea fizică. Majoritatea locuitorilor planetei aleg să doarmă întreaga perioadă de două săptămâni, folosind adesea un medicament special pentru a face acest lucru. 
Doar misticii, noii veniți și devotații religiei bizare a planetei sunt dispuși să rămână treji și să suporte cele două săptămâni de strălucire, în care lucrurile se materializează din aer. Conform religiei lor, oamenii suferă o schimbare imprevizibilă și mulți mor de fapt. Cele bune devin mai bune, iar cele rele se înrăutățesc.  
Soțul unei femei s-a metamorfozat într-un copac. O altă persoană a fost urmărită pe străzi de statui care au prins viață. Dar înfruntarea strălucirii este și un rit de trecere dacă trebuie să te dezvolți ca ființă înclinată spre acte de bunătate sau ca ființă înclinată spre acte de rău. În acele două săptămâni, cei buni se opun celor răi și este, de asemenea, un moment în care zeul lor viu trebuie să înfrunte succesorul său. 
Pentru a ajuta la efortul de conversie, misionarii catolici au fost trimiși pe planetă pentru a ajuta la reconcilierea religiei planetei cu propria lor credință universală. Singura problemă este că religia planetei pare să se răspândească prin galaxie. 

## Vezi și
- 1966 în științifico-fantastic